# Raïon de Réni
 (octobre 2019).
Si vous disposez d'ouvrages ou d'articles de référence ou si vous connaissez des sites web de qualité traitant du thème abordé ici, merci de compléter l'article en donnant les références utiles à sa vérifiabilité et en les liant à la section « Notes et références ».
Le raïon de Réni est une subdivision administrative de l'Ukraine, située dans l'oblast d'Odessa et dans la région historique du Boudjak. Le centre administratif est situé à Réni.

## Géographie physique
| Moldavie | Moldavie      | Raïon de Bolhrad |
| Roumanie | raïon de Réni | Raïon d'Izmaïl   |
| Roumanie | Roumanie      | Raïon d'Izmaïl   |

Le district de Réni est situé dans la partie sud-ouest de l'oblast d'Odessa, les deux villes étant distantes de 300 km, sur la rive nord du  Danube.
De forme triangulaire, il est composé de deux parties séparées par le liman Kahoul, reliées simplement par une étroite bande de terre longue de 20 km, entre ce liman et le fleuve. Il est bordé par les limans Kartal, Yalpouh et Kouhourlouï à l'est, le Danube, frontière avec la Roumanie, au sud-ouest, la frontière moldave au nord-ouest.
Hormis quelques hauteurs près de la Moldavie, le territoire est une plaine côtière, plateau très peu élevé séparant ses nombreuses zones aquatiques, sans cours d'eau, où pousse sur des terres noires, une végétation naturelle de type steppique ou de zone humide lagunaire.
La région se caractérise par un climat continental tempéré avec des températures annuelles élevées (290 à 310 jours sans gel) et des précipitations réparties sur toute l'année (moyennes annuelles de 360 mm).
Les ressources naturelles sont le sable et l'argile, principalement utilisés dans la construction.

## Communications
Ce raïon est l'un des plus isolés du pays en raison des distances, la géographie (présence des immenses limans à contourner), des frontières longues à franchir.
Il ne compte pas de gare reliée au reste du pays. La gare la plus proche est celle d'Izmaïl. Cependant, il existe un réseau local, datant du milieu du XXe siècle, entre Réni et Etulia, peu après la frontière avec la Moldavie au nord-est. Cette ligne, reliant Réni à Artsyz, est ensuite fermée à la circulation depuis la fin de l'URSS car elle traverse plusieurs fois la frontière ; elle se prolongeait vers Giurgiuleşti, à la frontière roumano-moldave au nord-ouest  par un embranchement, inutilisé à présent.
L'axe routier international E 87 Odessa - Constanţa (Roumanie) le traverse sur sa longueur, soit 56 kilomètres.
Il se termine au poste-frontière de Réni-Giurgiuleşti (Moldavie), à 3 km du poste-frontière de Giurgiuleşti-Galați (Roumanie).
Le raïon comprend un second poste-frontière destiné aux locaux, plus au nord, celui de Dolynské-Cișmichioi.
De sa gare routière, par navette (marchroutka), Réni possède des liaisons internationales vers Cahul (Moldavie), vers Bălți (Moldavie) ; inter-régionales vers Kiev via Odessa ; intra-régionales vers Odessa via Tatarbounary, Bolhrad et Izmaïl ; locales à toutes les agglomérations du raïon. Le nombre de rotations varie de deux à trois par semaine à une dizaine quotidiennes.
Le port fluvial de Réni, handicapé par l'absence de liaisons ferroviaires, fortement dépendant de l'activité économique moldave en sommeil, est sous-utilisé.

## Géographie humaine
La population est de 36 524 habitants, soit une densité de 42 habitants au km². Le raïon comprend 8 structures administratives (1 ville et 7 communes rurales).
| Nom                                                  | Population     | Type | Localités rattachées | Remarque                                                    |
| ---------------------------------------------------- | -------------- | ---- | -------------------- | ----------------------------------------------------------- |
| Reni                                                 | 18 530 en 2019 | V    |                      | à 71 % russe, à 13 % moldave, à 13 % ukrainien              |
| Dolynské                                             | 2705           | CR   |                      | à 93 % moldave, à 5 % russe                                 |
| Kotlovyna                                            | 2643           | CR   |                      | à 87 % gagaouze, à 6 % russe, à 3 % ukrainien               |
| Lymanské                                             | 3302           | CR   |                      | à 93 % moldave, à 4 % russe                                 |
| Nahirné                                              | 2611           | CR   |                      | à 85 % bulgare, à 5 % russe, à 5 % moldave, à 3 % ukrainien |
| Novossilské                                          | 3572           | CR   |                      | à 92 % moldave, à 3 % russe, à 2 % ukrainien                |
| Orlivka                                              | 3047           | CR   |                      | à 95 % moldave, à 2 % russe                                 |
| Plavni                                               | 2039           | CR   |                      | à 93 % moldave, à 2 % russe, à 2 % ukrainien                |
| Les données sont de 2001, sauf indication contraire. |                |      |                      |                                                             |

Nationalités représentées : Moldaves (49 %), Ukrainiens (18 %), Russes (15 %), Bulgares (9 %), Gagaouzes (8 %), .
Les principaux secteurs d'emploi sont l'agriculture (blé, orge, colza, tournesol) et la pêche, les transports (port fluvial, zone de transit routier vers la Roumanie), l'industrie (alimentaire, énergie solaire) et les services. Les activités touristiques sont balbutiantes le long du Danube et des limans.

## Éducation, culture
Le district compte 13 établissements scolaires secondaires. Le français est enseigné dans deux établissements de Réni (n° 1 et n° 4) et dans ceux de Dolynské, Lymanské, Novossilské et de Orlivka , soit à 26 % des élèves scolarisés dans le raïon (en 2017).
Il compte également un musée régional ethnologique au chef-lieu. Le district dispose d'une grande richesse ethnologique, les traditions culturelles diverses se transmettent au sein de nombreuses associations (18 ensembles amateurs dont 3 de haut niveau) dans chaque agglomération.

## Développement des réseaux
Planifiée depuis 2007, une liaison ferroviaire vers Izmaïl, prolongeant la ligne Odessa-Izmaïl et susceptible d'être raccordée à la Roumanie et l'ouest de la Moldavie, est constamment repoussée faute de financements.
En 2018, un projet de pont routier sur le Danube, reliant directement l'Ukraine et la Roumanie, a été publié ; il reliera Orlivka, au sud du raïon, à Isaccea (județ de Tulcea) en réduisant de 90 km la longueur de l'axe international E87 . L'ensemble des infrastructures routières est globalement en mauvais état.
Le port fluvial nécessite des travaux de rénovation (renforcement des berges, remblai) dans un contexte économique morose.

## Galerie

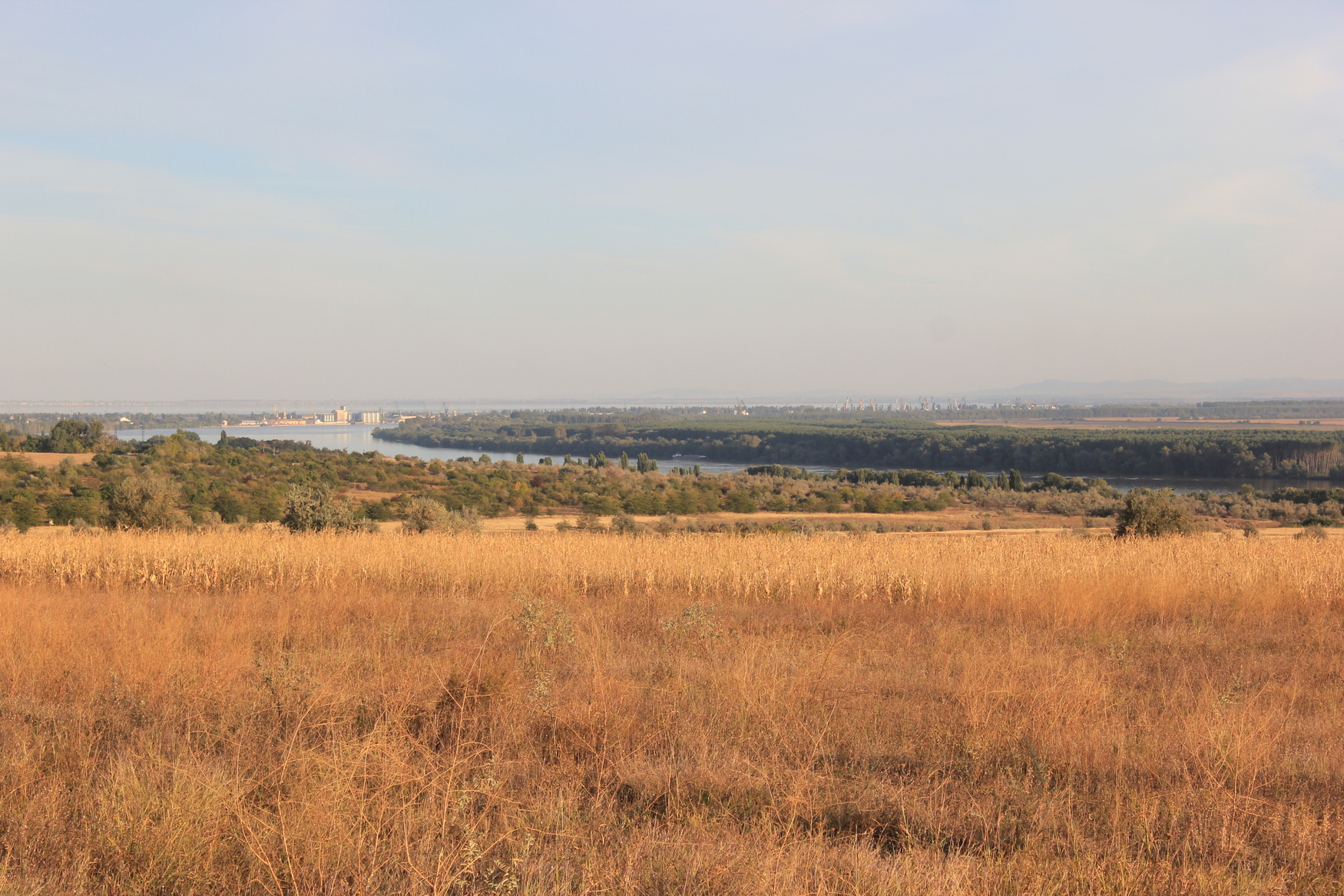
Le Danube près de Réni
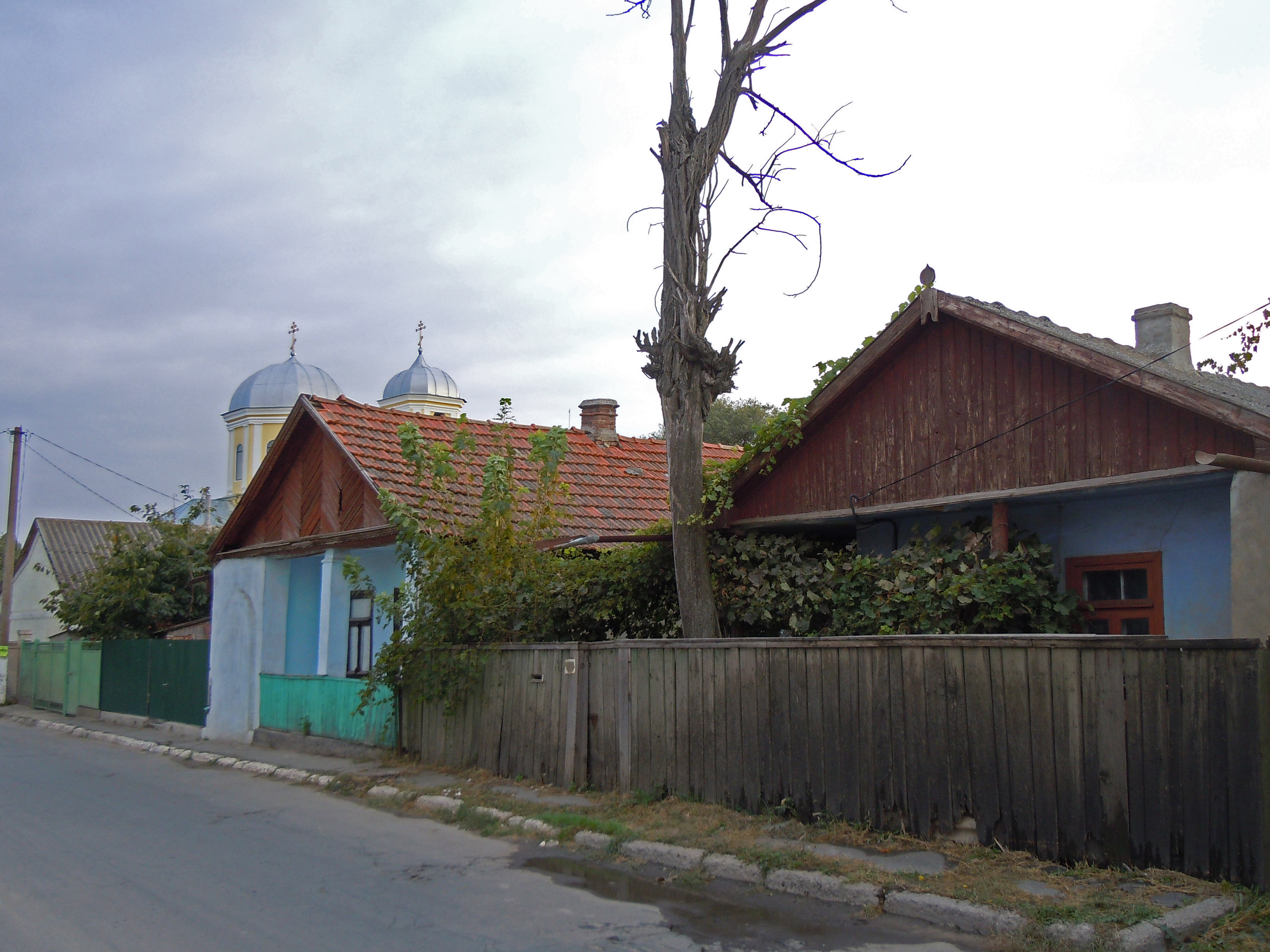
Habitat urbain traditionnel
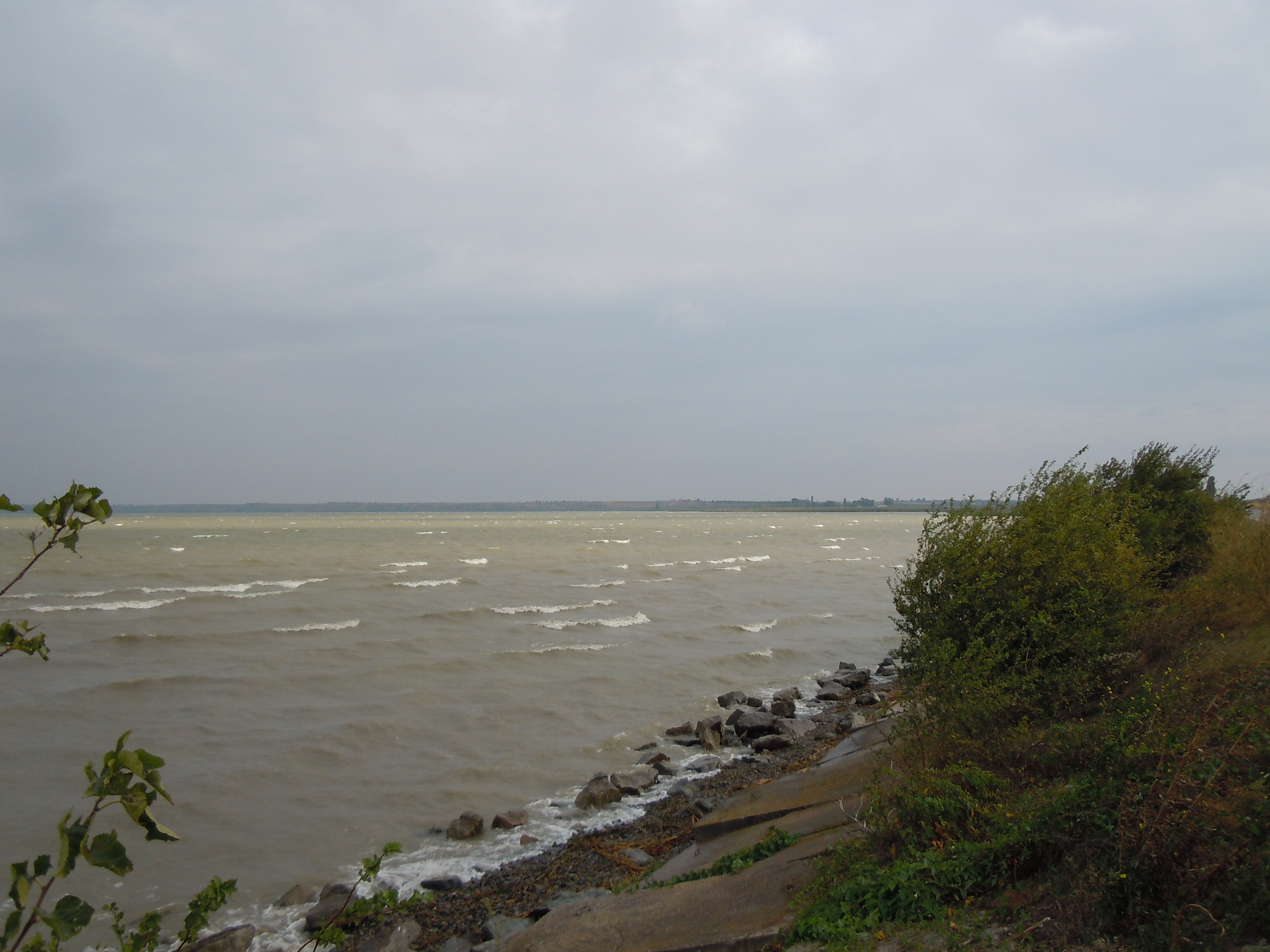
Rivage du Yalpouh
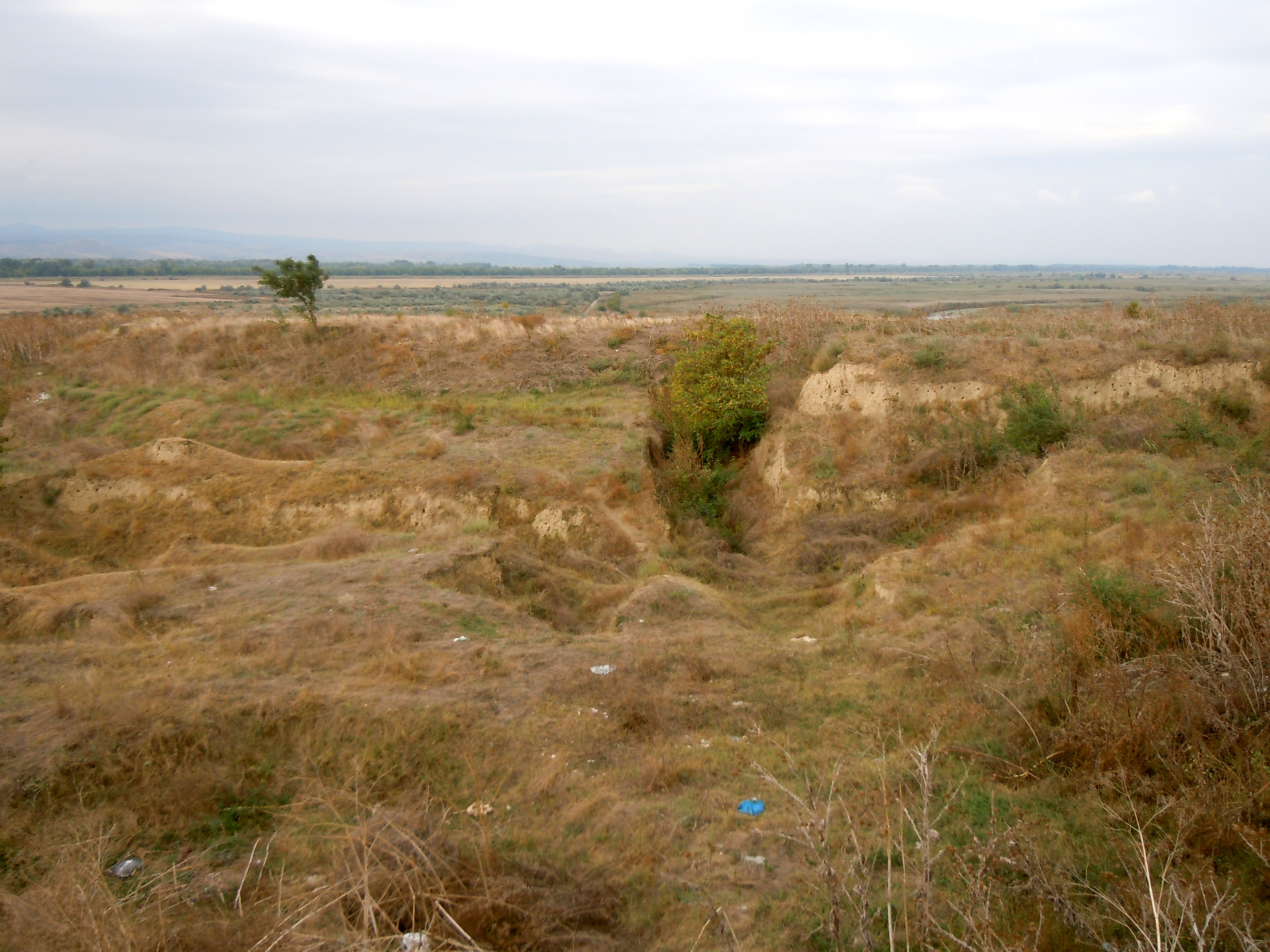
Paysage près d'Orlivka
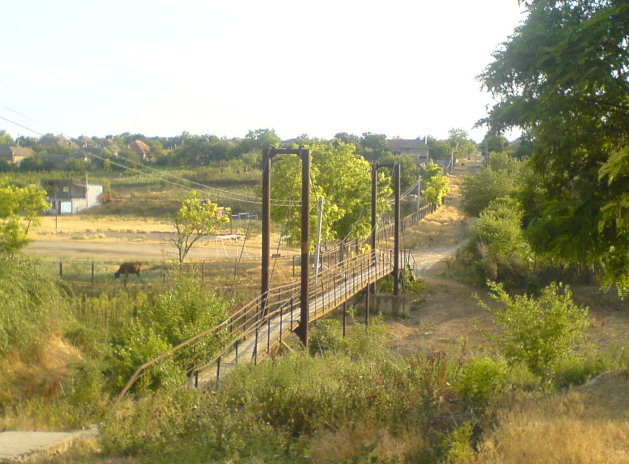
Périphérie de Kotlovyna
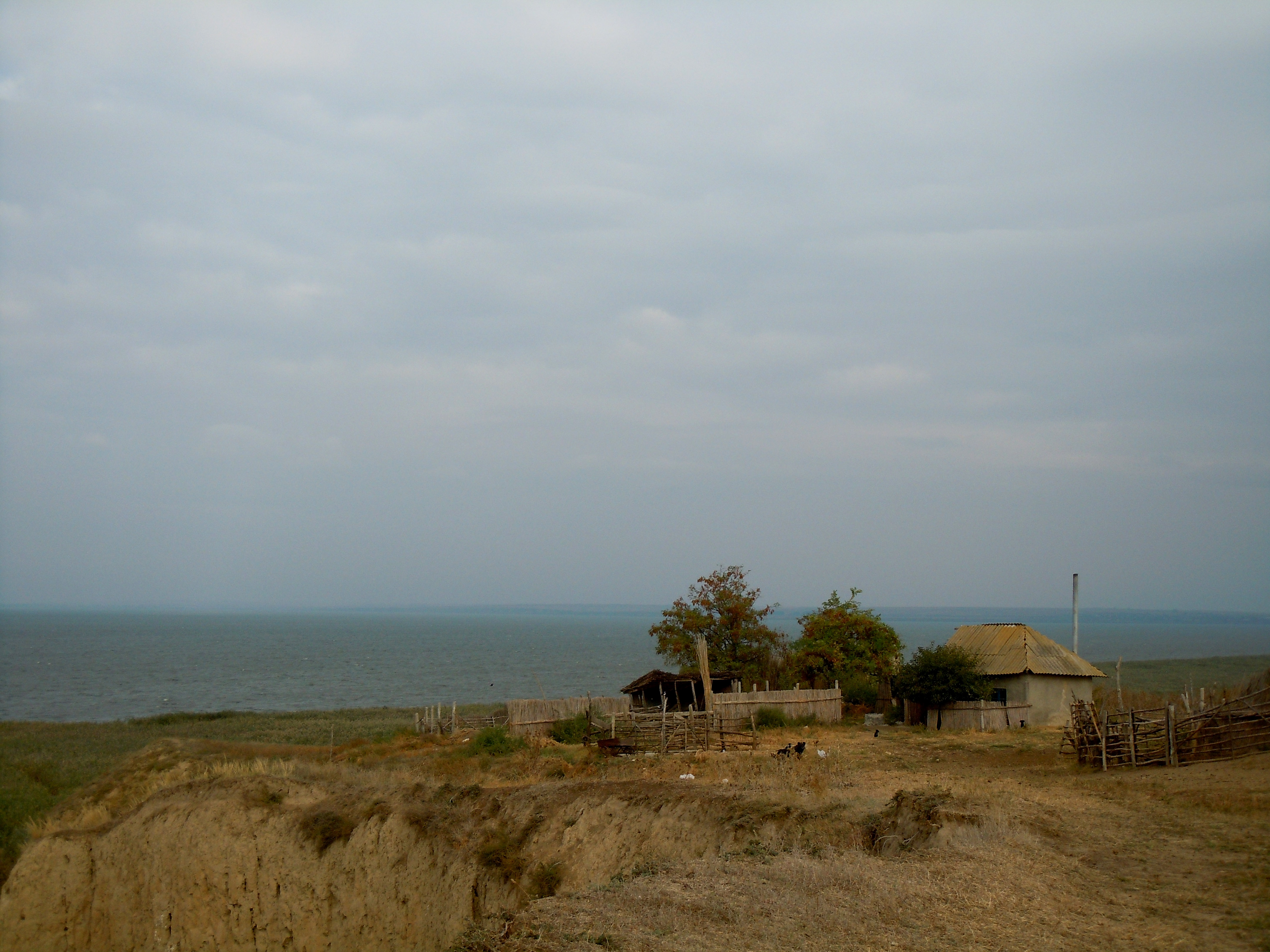
Rivage du Kahoul
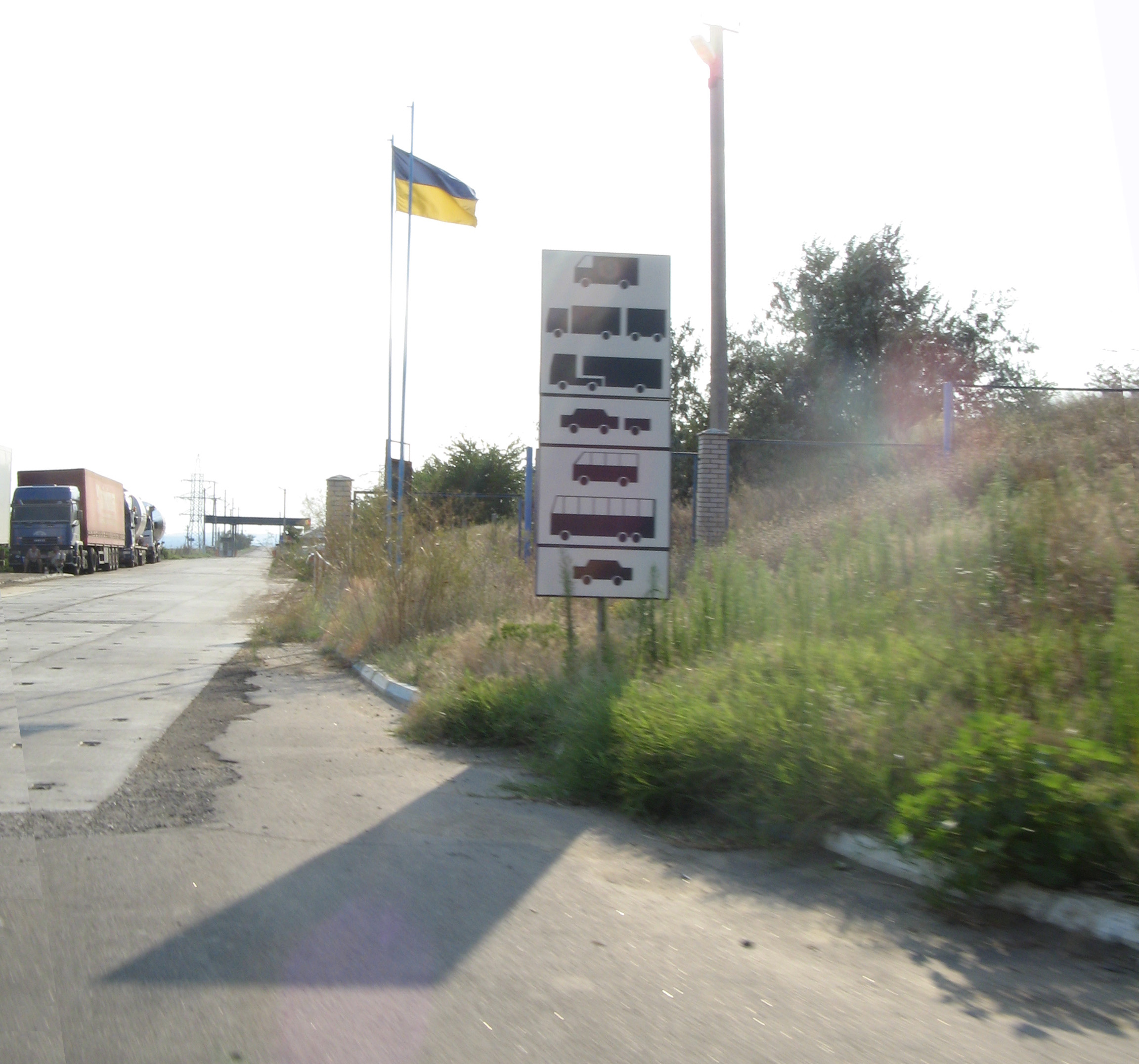
Poste-frontière sur la E87